# F2B
F2B (Finance-to-business) - odmiana modelu B2B, w którym instytucje finansowe oferują swoje usługi innym firmom za pośrednicwem Internetu.
Oferują w ten sposób pełną obsługę operacji finansowych swoich klientów, oraz usługi dodatkowe z nimi związane: wszelkie usługi bankowe, brokerskie, ubezpieczeniowe, doradztwo inwestycyjne. Procesy realizowane są za pomocą Internetu i wyspecjalizowanych aplikacji sieciowych, które umożliwiają klientom zarządzanie swoim kontem i dokonywanie analiz finansowych. 